# Élections départementales de 2021 dans les Vosges
Les élections départementales dans les Vosges ont lieu les 20 et 27 juin 2021.

## Contexte départemental

### Assemblée départementale sortante
Avant les élections, le Conseil départemental des Vosges est présidé par François Vannson (LR). Il comprend 34 conseillers départementaux issus des 17 cantons des Vosges.
| Président du conseil départemental   |       |       |      |                           |
| François Vannson (LR)                |       |       |      |                           |
| Parti                                | Sigle | Sigle | Élus | Groupes                   |
| Majorité (30 sièges)                 |       |       |      |                           |
| Divers droite                        |       | DVD   | 17   | Majorité départementale   |
| Les Républicains                     |       | LR    | 10   | Majorité départementale   |
| Divers centre                        |       | DVC   | 2    | Majorité départementale   |
| Union des démocrates et indépendants |       | UDI   | 1    | Majorité départementale   |
| Opposition (4 sièges)                |       |       |      |                           |
| Parti socialiste                     |       | PS    | 2    | Socialiste et républicain |
| Divers gauche-La France insoumise    |       | DVG   | 2    | Non-inscrits              |

## Système électoral
Les élections ont lieu au scrutin majoritaire binominal à deux tours. Le système est paritaire : les candidatures sont présentées sous la forme d'un binôme composé d'une femme et d'un homme avec leurs suppléants (une femme et un homme également).
Pour être élu au premier tour, un binôme doit obtenir la majorité absolue des suffrages exprimés et un nombre de suffrages au moins égal à 25 % des électeurs inscrits. Si aucun binôme n'est élu au premier tour, seuls peuvent se présenter au second tour les binômes qui ont obtenu un nombre de suffrages au moins égal à 12,5 % des électeurs inscrits, sans possibilité pour les binômes de fusionner. Est élu au second tour le binôme qui obtient le plus grand nombre de voix.

## Résultats à l'échelle du département

### Résultats par nuances
Les nuances utilisées par le ministère de l'Intérieur ne tiennent pas compte des alliances locales.
| Binômes                  | Binômes                             | Binômes                  | Premier tour | Premier tour | Premier tour | Second tour | Second tour | Second tour | Total | +/-           |  |
| Binômes                  | Binômes                             | Binômes                  | Voix         | %            | Sièges       | Voix        | %           | Sièges      | Total | +/-           |  |
| ------------------------ | ----------------------------------- | ------------------------ | ------------ | ------------ | ------------ | ----------- | ----------- | ----------- | ----- | ------------- |  |
|                          | Divers droite                       | DVD                      | 20 040       | 23,21        | 0            | 23 834      | 29,16       | 14          | 14    | 6             |  |
|                          | Rassemblement national              | RN                       | 19 661       | 22,77        | 0            | 13 967      | 17,09       | 0           | 0     | en stagnation |  |
|                          | Les Républicains                    | LR                       | 8 756        | 10,14        | 0            | 10 746      | 13,15       | 6           | 6     | 2             |  |
|                          | Union à droite                      | UD                       | 8 289        | 9,60         | 0            | 10 282      | 12,58       | 6           | 6     | 4             |  |
|                          | Divers centre                       | DVC                      | 8 024        | 9,29         | 2            | 3 524       | 4,31        | 2           | 4     | Nv.           |  |
|                          | Divers gauche                       | DVG                      | 5 748        | 6,66         | 0            | 7 622       | 9,33        | 0           | 0     | 2             |  |
|                          | Parti communiste français           | COM                      | 5 145        | 5,96         | 0            |             |             |             | 0     | en stagnation |  |
|                          | Union à gauche                      | UG                       | 4 230        | 4,90         | 0            | 5 298       | 6,48        | 2           | 2     | en stagnation |  |
|                          | La France insoumise                 | FI                       | 1 626        | 1,88         | 0            |             |             |             | 0     | Nv.           |  |
|                          | Union au centre                     | UC                       | 1 488        | 1,72         | 0            | 3 069       | 3,76        | 2           | 2     | Nv.           |  |
|                          | Union au centre et à droite         | UCD                      | 1 302        | 1,51         | 0            | 1 802       | 2,20        | 0           | 0     | Nv.           |  |
|                          | Union à gauche avec des écologistes | UGE                      | 1 258        | 1,46         | 0            | 1 580       | 1,93        | 0           | 0     | Nv.           |  |
|                          | Divers                              | DIV                      | 492          | 0,57         | 0            |             |             |             | 0     | Nv.           |  |
|                          | Écologistes                         | ECO                      | 280          | 0,32         | 0            | 0           | Nv.         |             |       |               |  |
|                          |                                     |                          |              |              |              |             |             |             |       |               |  |
| Suffrages exprimés       | Suffrages exprimés                  | Suffrages exprimés       | 86 339       | 98,05        |              | 81 724      | 92,01       |             |       |               |  |
| Votes blancs             | Votes blancs                        | Votes blancs             | 3 364        | 1,21         | 4 369        | 4,92        |             |             |       |               |  |
| Votes nuls               | Votes nuls                          | Votes nuls               | 2 036        | 0,74         | 2 729        | 3,07        |             |             |       |               |  |
| Total                    | Total                               | Total                    | 91 739       | 100          | 2            | 88 822      | 100         | 32          | 34    | en stagnation |  |
| Abstentions              | Abstentions                         | Abstentions              | 185 262      | 66,88        |              | 174 181     | 66,23       |             |       |               |  |
| Inscrits / participation | Inscrits / participation            | Inscrits / participation | 277 001      | 33,12        | 263 003      | 33,77       |             |             |       |               |  |

### Élus par canton
| Canton                 | Conseillers sortant         | Parti | Parti | Conseillers élus            | Parti | Parti |
| ---------------------- | --------------------------- | ----- | ----- | --------------------------- | ----- | ----- |
| La Bresse              | Jérôme Mathieu              |       | LR    | Jérôme Mathieu              |       | LR    |
| La Bresse              | Brigitte Vanson             |       | LR    | Brigitte Vanson             |       | LR    |
| Bruyères               | Bernadette Poirat           |       | PS    | Bernadette Poirat           |       | PS    |
| Bruyères               | Christian Tarantola         |       | PS    | Christian Tarantola         |       | PS    |
| Charmes                | Martine Boulliat            |       | DVD   | Martine Boulliat            |       | DVD   |
| Charmes                | Robert Colin                |       | DVD   | Éric Jacoté                 |       | DVC   |
| Darney                 | Alain Roussel               |       | DVD   | Alain Roussel               |       | DVD   |
| Darney                 | Carole Thiébaut-Gaudé       |       | DVD   | Carole Thiébaut-Gaudé       |       | DVD   |
| Épinal-1               | Ghislaine Jeandel-Ballongue |       | LR    | Ghislaine Jeandel-Ballongue |       | LR    |
| Épinal-1               | Yannick Villemin            |       | DVD   | Yannick Villemin            |       | DVD   |
| Épinal-2               | Régine Begel                |       | LR    | Régine Begel                |       | LR    |
| Épinal-2               | Benoît Jourdain             |       | LR    | Benoît Jourdain             |       | LR    |
| Gérardmer              | Gilbert Poirot              |       | DVG   | Thomas Gion                 |       | DVD   |
| Gérardmer              | Jacqueline Valentin         |       | DVG   | Elisabeth Klippel           |       | DVD   |
| Golbey                 | Raphaëla Canteri            |       | DVD   | Dominique Marquaire         |       | UDI   |
| Golbey                 | Dominique Momon             |       | DVD   | Stéphane Viry               |       | LR    |
| Mirecourt              | Nathalie Babouhot           |       | LR    | Nathalie Babouhot           |       | LR    |
| Mirecourt              | Guy Sauvage                 |       | LR    | Guy Sauvage                 |       | LR    |
| Neufchâteau            | Dominique Humbert           |       | DVD   | Dominique Humbert           |       | DVD   |
| Neufchâteau            | Simon Leclerc               |       | LR    | Simon Leclerc               |       | LR    |
| Raon-l'Étape           | Benoît Pierrat              |       | MR    | Benoît Pierrat              |       | MR    |
| Raon-l'Étape           | Roseline Pierrel            |       | DVC   | Roseline Pierrel            |       | DVC   |
| Remiremont             | Valérie Jankowski           |       | LR    | Valérie Jankowski           |       | LR    |
| Remiremont             | François Vannson            |       | LR    | François Vannson            |       | LR    |
| Saint-Dié-des-Vosges-1 | Martine Gimmillaro          |       | DVD   | Claude Bourdon              |       | DVD   |
| Saint-Dié-des-Vosges-1 | William Mathis              |       | DVD   | William Mathis              |       | DVD   |
| Saint-Dié-des-Vosges-2 | Roland Bedel                |       | DVD   | Stéphane Demange            |       | MR    |
| Saint-Dié-des-Vosges-2 | Caroline Privat-Mattioni    |       | DVD   | Caroline Privat-Mattioni    |       | DVD   |
| Le Thillot             | Catherine Louis             |       | DVD   | Catherine Louis             |       | DVD   |
| Le Thillot             | Dominique Peduzzi           |       | DVD   | Dominique Peduzzi           |       | DVD   |
| Le Val-d'Ajol          | Philippe Faivre             |       | DVD   | Véronique Marcot            |       | DVD   |
| Le Val-d'Ajol          | Véronique Marcot            |       | DVD   | Thomas Vincent              |       | DVD   |
| Vittel                 | Luc Gerecke                 |       | UDI   | Sandrine Patard             |       | DVD   |
| Vittel                 | Claudie Pruvost             |       | DVD   | Fanck Perry                 |       | LR    |

## Résultats par canton
Les binômes sont présentés par ordre décroissant des résultats au premier tour. En cas de victoire au second tour du binôme arrivé en deuxième place au premier, ses résultats sont indiqués en gras.

### Canton de La Bresse
| Candidats                | Candidats                | Partis                   | Nuance                   | Premier tour | Premier tour | Second tour | Second tour |
| Candidats                | Candidats                | Partis                   | Nuance                   | Voix         | %            | Voix        | %           |
| ------------------------ | ------------------------ | ------------------------ | ------------------------ | ------------ | ------------ | ----------- | ----------- |
|                          | Jérôme Mathieu           | LR                       | LR                       | 2 636        | 45,74        | 3 060       | 54,48       |
|                          | Brigitte Vanson          | LR                       | LR                       | 2 636        | 45,74        | 3 060       | 54,48       |
|                          | Marie-Josèphe Clément    | DVG                      | DVG                      | 2 153        | 37,36        | 2 557       | 45,52       |
|                          | Érik Grandemange         | PS                       | DVG                      | 2 153        | 37,36        | 2 557       | 45,52       |
|                          | Juliette Consigny        | RN                       | RN                       | 974          | 16,90        |             |             |
|                          | Denis Talamona           | RN                       | RN                       | 974          | 16,90        |             |             |
|                          |                          |                          |                          |              |              |             |             |
| Suffrages exprimés       | Suffrages exprimés       | Suffrages exprimés       | Suffrages exprimés       | 5 763        | 94,83        | 5 617       | 92,04       |
| Votes blancs             | Votes blancs             | Votes blancs             | Votes blancs             | 194          | 3,19         | 301         | 4,93        |
| Votes nuls               | Votes nuls               | Votes nuls               | Votes nuls               | 120          | 1,97         | 185         | 3,03        |
| Total                    | Total                    | Total                    | Total                    | 6 077        | 100          | 6 103       | 100         |
| Abstention               | Abstention               | Abstention               | Abstention               | 12 035       | 66,45        | 12 012      | 66,31       |
| Inscrits / participation | Inscrits / participation | Inscrits / participation | Inscrits / participation | 18 112       | 33,55        | 18 115      | 33,69       |

### Canton de Bruyères
| Candidats                | Candidats                | Partis                   | Nuance                   | Premier tour | Premier tour | Second tour | Second tour |
| Candidats                | Candidats                | Partis                   | Nuance                   | Voix         | %            | Voix        | %           |
| ------------------------ | ------------------------ | ------------------------ | ------------------------ | ------------ | ------------ | ----------- | ----------- |
|                          | Bernadette Poirat        | PS                       | UG                       | 2 336        | 43,20        | 3 776       | 71,23       |
|                          | Christian Tarantola      | PS                       | UG                       | 2 336        | 43,20        | 3 776       | 71,23       |
|                          | Sabrina Koepfert         | RN                       | RN                       | 1 232        | 22,79        | 1 488       | 28,27       |
|                          | Jean-René Simon          | RN                       | RN                       | 1 232        | 22,79        | 1 488       | 28,27       |
|                          | Kévin Grenot             | LMR                      | DVD                      | 929          | 17,18        |             |             |
|                          | Michèle Peltier          | DVD                      | DVD                      | 929          | 17,18        |             |             |
|                          | Adrien Bernard           | PCF                      | COM                      | 491          | 9,08         |             |             |
|                          | Ghislaine Stéphann       | PCF                      | COM                      | 491          | 9,08         |             |             |
|                          | Fabrice Aubry            | DLF                      | DVD                      | 419          | 7,75         |             |             |
|                          | Françoise Larcher        | DVD                      | DVD                      | 419          | 7,75         |             |             |
|                          |                          |                          |                          |              |              |             |             |
| Suffrages exprimés       | Suffrages exprimés       | Suffrages exprimés       | Suffrages exprimés       | 5 407        | 97,36        | 5 264       | 92,74       |
| Votes blancs             | Votes blancs             | Votes blancs             | Votes blancs             | 231          | 1,49         | 260         | 4,58        |
| Votes nuls               | Votes nuls               | Votes nuls               | Votes nuls               | 178          | 1,15         | 152         | 2,68        |
| Total                    | Total                    | Total                    | Total                    | 5 816        | 100          | 5 676       | 100         |
| Abstention               | Abstention               | Abstention               | Abstention               | 9 659        | 62,42        | 9 798       | 63,32       |
| Inscrits / participation | Inscrits / participation | Inscrits / participation | Inscrits / participation | 15 475       | 37,58        | 15 474      | 36,68       |

### Canton de Charmes
| Candidats                | Candidats                | Partis                   | Nuance                   | Premier tour | Premier tour | Second tour | Second tour |
| Candidats                | Candidats                | Partis                   | Nuance                   | Voix         | %            | Voix        | %           |
| ------------------------ | ------------------------ | ------------------------ | ------------------------ | ------------ | ------------ | ----------- | ----------- |
|                          | Martine Boulliat         | DVD                      | UC                       | 1 488        | 31,33        | 3 069       | 65,76       |
|                          | Éric Jacoté              | DVC                      | UC                       | 1 488        | 31,33        | 3 069       | 65,76       |
|                          | Jocelyne Jabrin          | RN                       | RN                       | 1 162        | 24,47        | 1 598       | 34,24       |
|                          | Stéphane Perry           | RN                       | RN                       | 1 162        | 24,47        | 1 598       | 34,24       |
|                          | Karine Fleurentin        | DVC                      | DVC                      | 785          | 16,53        |             |             |
|                          | Jordan Grosse-Cruciani   | LMR                      | DVC                      | 785          | 16,53        |             |             |
|                          | Robert Colin             | DVD                      | UD                       | 750          | 15,79        |             |             |
|                          | Marina Rolandi           | DVD                      | UD                       | 750          | 15,79        |             |             |
|                          | Dominique Daviller       | PCF                      | COM                      | 564          | 11,88        |             |             |
|                          | Pierre-Olivier Poyard    | PCF                      | COM                      | 564          | 11,88        |             |             |
|                          |                          |                          |                          |              |              |             |             |
| Suffrages exprimés       | Suffrages exprimés       | Suffrages exprimés       | Suffrages exprimés       | 4 749        | 93,67        | 4 667       | 91,58       |
| Votes blancs             | Votes blancs             | Votes blancs             | Votes blancs             | 204          | 4,02         | 279         | 5,47        |
| Votes nuls               | Votes nuls               | Votes nuls               | Votes nuls               | 117          | 2,31         | 150         | 2,94        |
| Total                    | Total                    | Total                    | Total                    | 5 070        | 100          | 5 096       | 100         |
| Abstention               | Abstention               | Abstention               | Abstention               | 9 877        | 66,08        | 9 852       | 65,91       |
| Inscrits / participation | Inscrits / participation | Inscrits / participation | Inscrits / participation | 14 947       | 33,92        | 14 948      | 34,09       |

### Canton de Darney
| Candidats                | Candidats                | Partis                   | Nuance                   | Premier tour | Premier tour |
| Candidats                | Candidats                | Partis                   | Nuance                   | Voix         | %            |
| ------------------------ | ------------------------ | ------------------------ | ------------------------ | ------------ | ------------ |
|                          | Alain Roussel            | DVD                      | DVC                      | 3 757        | 72,19        |
|                          | Carole Thiébaut-Gaudé    | DVD                      | DVC                      | 3 757        | 72,19        |
|                          | Christophe Alexandre     | RN                       | RN                       | 1 447        | 27,81        |
|                          | Sophie Hatri             | RN                       | RN                       | 1 447        | 27,81        |
|                          |                          |                          |                          |              |              |
| Suffrages exprimés       | Suffrages exprimés       | Suffrages exprimés       | Suffrages exprimés       | 5 204        | 92,47        |
| Votes blancs             | Votes blancs             | Votes blancs             | Votes blancs             | 278          | 4,94         |
| Votes nuls               | Votes nuls               | Votes nuls               | Votes nuls               | 146          | 2,59         |
| Total                    | Total                    | Total                    | Total                    | 5 628        | 100          |
| Abstention               | Abstention               | Abstention               | Abstention               | 8 404        | 59,89        |
| Inscrits / participation | Inscrits / participation | Inscrits / participation | Inscrits / participation | 14 032       | 40,11        |

### Canton d'Épinal-1
| Candidats                | Candidats                    | Partis                   | Nuance                   | Premier tour | Premier tour | Second tour | Second tour |
| Candidats                | Candidats                    | Partis                   | Nuance                   | Voix         | %            | Voix        | %           |
| ------------------------ | ---------------------------- | ------------------------ | ------------------------ | ------------ | ------------ | ----------- | ----------- |
|                          | Ghislaine Jeandel-Jeanpierre | LR                       | UD                       | 2 543        | 54,01        | 3 271       | 68,25       |
|                          | Yannick Villemin             | DVD                      | UD                       | 2 543        | 54,01        | 3 271       | 68,25       |
|                          | Isabelle Lagneaux            | PCF                      | UG                       | 1 246        | 26,47        | 1 522       | 31,75       |
|                          | Fabrice Pisias               | LFI                      | UG                       | 1 246        | 26,47        | 1 522       | 31,75       |
|                          | Pierre François              | RN                       | RN                       | 919          | 19,52        |             |             |
|                          | Niphaphon Maphanao           | RN                       | RN                       | 919          | 19,52        |             |             |
|                          |                              |                          |                          |              |              |             |             |
| Suffrages exprimés       | Suffrages exprimés           | Suffrages exprimés       | Suffrages exprimés       | 4 708        | 94,20        | 4 793       | 91,64       |
| Votes blancs             | Votes blancs                 | Votes blancs             | Votes blancs             | 194          | 3,88         | 296         | 5,66        |
| Votes nuls               | Votes nuls                   | Votes nuls               | Votes nuls               | 96           | 1,92         | 141         | 2,70        |
| Total                    | Total                        | Total                    | Total                    | 4 998        | 100          | 5 230       | 100         |
| Abstention               | Abstention                   | Abstention               | Abstention               | 11 540       | 69,78        | 5 230       | 31,62       |
| Inscrits / participation | Inscrits / participation     | Inscrits / participation | Inscrits / participation | 16 538       | 30,22        | 16 541      | 31,62       |

### Canton d'Épinal-2
| Candidats                | Candidats                | Partis                   | Nuance                   | Premier tour | Premier tour | Second tour | Second tour |
| Candidats                | Candidats                | Partis                   | Nuance                   | Voix         | %            | Voix        | %           |
| ------------------------ | ------------------------ | ------------------------ | ------------------------ | ------------ | ------------ | ----------- | ----------- |
|                          | Régine Bégel             | LR                       | DVD                      | 2 468        | 53,84        | 3 195       | 66,91       |
|                          | Benoît Jourdain          | LR                       | DVD                      | 2 468        | 53,84        | 3 195       | 66,91       |
|                          | Anne-Sophie Mangin       | LFI                      | UGE                      | 1 258        | 27,44        | 1 580       | 33,09       |
|                          | Julien Perrin            | EÉLV                     | UGE                      | 1 258        | 27,44        | 1 580       | 33,09       |
|                          | Tiffany Garrigues        | RN                       | RN                       | 858          | 18,72        |             |             |
|                          | Johan Girot              | RN                       | RN                       | 858          | 18,72        |             |             |
|                          |                          |                          |                          |              |              |             |             |
| Suffrages exprimés       | Suffrages exprimés       | Suffrages exprimés       | Suffrages exprimés       | 4 584        | 93,70        | 4 775       | 91,67       |
| Votes blancs             | Votes blancs             | Votes blancs             | Votes blancs             | 201          | 4,11         | 244         | 4,68        |
| Votes nuls               | Votes nuls               | Votes nuls               | Votes nuls               | 107          | 2,19         | 190         | 3,65        |
| Total                    | Total                    | Total                    | Total                    | 4 892        | 100          | 5 209       | 100         |
| Abstention               | Abstention               | Abstention               | Abstention               | 12 298       | 71,54        | 11 987      | 69,71       |
| Inscrits / participation | Inscrits / participation | Inscrits / participation | Inscrits / participation | 17 190       | 28,46        | 17 196      | 30,29       |

### Canton de Gérardmer
| Candidats                | Candidats                | Partis                   | Nuance                   | Premier tour | Premier tour | Second tour | Second tour |
| Candidats                | Candidats                | Partis                   | Nuance                   | Voix         | %            | Voix        | %           |
| ------------------------ | ------------------------ | ------------------------ | ------------------------ | ------------ | ------------ | ----------- | ----------- |
|                          | Thomas Gion              | DVD                      | DVD                      | 1 808        | 31,35        | 3 195       | 55,12       |
|                          | Élisabeth Klipfel        | DVD                      | DVD                      | 1 808        | 31,35        | 3 195       | 55,12       |
|                          | Gilbert Poirot           | DVG                      | DVG                      | 1 634        | 28,33        | 2 601       | 44,88       |
|                          | Jacqueline Valentin      | DVG                      | DVG                      | 1 634        | 28,33        | 2 601       | 44,88       |
|                          | Gilles Laurent           | RN                       | RN                       | 1 396        | 24,20        |             |             |
|                          | Sophie Vaivre            | RN                       | RN                       | 1 396        | 24,20        |             |             |
|                          | Régine Leglois           | PCF                      | COM                      | 930          | 16,12        |             |             |
|                          | Pierre Michel            | PCF                      | COM                      | 930          | 16,12        |             |             |
|                          |                          |                          |                          |              |              |             |             |
| Suffrages exprimés       | Suffrages exprimés       | Suffrages exprimés       | Suffrages exprimés       | 5 768        | 94,74        | 5 796       | 90,07       |
| Votes blancs             | Votes blancs             | Votes blancs             | Votes blancs             | 190          | 3,12         | 398         | 6,18        |
| Votes nuls               | Votes nuls               | Votes nuls               | Votes nuls               | 130          | 2,14         | 241         | 3,75        |
| Total                    | Total                    | Total                    | Total                    | 6 088        | 100          | 6 435       | 100         |
| Abstention               | Abstention               | Abstention               | Abstention               | 13 713       | 69,25        | 1 366       | 67,50       |
| Inscrits / participation | Inscrits / participation | Inscrits / participation | Inscrits / participation | 19 801       | 30,75        | 19 801      | 32,50       |

### Canton de Golbey
| Candidats                | Candidats                | Partis                   | Nuance                   | Premier tour | Premier tour | Second tour | Second tour |
| Candidats                | Candidats                | Partis                   | Nuance                   | Voix         | %            | Voix        | %           |
| ------------------------ | ------------------------ | ------------------------ | ------------------------ | ------------ | ------------ | ----------- | ----------- |
|                          | Dominique Marquaire      | UDI                      | UD                       | 2 562        | 47,48        | 4 025       | 72,29       |
|                          | Stéphane Viry            | LR                       | UD                       | 2 562        | 47,48        | 4 025       | 72,29       |
|                          | Angélique Revire         | RN                       | RN                       | 1 302        | 24,13        | 1 543       | 27,71       |
|                          | Philippe Rollot          | RN                       | RN                       | 1 302        | 24,13        | 1 543       | 27,71       |
|                          | Corinne André            | DVC                      | DVC                      | 884          | 16,38        |             |             |
|                          | Camille Zeghmouli        | PL                       | DVC                      | 884          | 16,38        |             |             |
|                          | Alexis Martin            | LFI                      | UG                       | 648          | 12,01        |             |             |
|                          | Sylvie Pasquini          | PCF                      | UG                       | 648          | 12,01        |             |             |
|                          |                          |                          |                          |              |              |             |             |
| Suffrages exprimés       | Suffrages exprimés       | Suffrages exprimés       | Suffrages exprimés       | 5 396        | 95,30        | 5 568       | 93,11       |
| Votes blancs             | Votes blancs             | Votes blancs             | Votes blancs             | 167          | 2,95         | 250         | 4,18        |
| Votes nuls               | Votes nuls               | Votes nuls               | Votes nuls               | 99           | 1,75         | 162         | 2,71        |
| Total                    | Total                    | Total                    | Total                    | 5 662        | 100          | 5 980       | 100         |
| Abstention               | Abstention               | Abstention               | Abstention               | 13 909       | 71,07        | 13 594      | 69,45       |
| Inscrits / participation | Inscrits / participation | Inscrits / participation | Inscrits / participation | 19 571       | 28,93        | 19 574      | 30,55       |

### Canton de Mirecourt
| Candidats                | Candidats                | Partis                   | Nuance                   | Premier tour | Premier tour | Second tour | Second tour |
| Candidats                | Candidats                | Partis                   | Nuance                   | Voix         | %            | Voix        | %           |
| ------------------------ | ------------------------ | ------------------------ | ------------------------ | ------------ | ------------ | ----------- | ----------- |
|                          | Nathalie Babouhot        | LR                       | LR                       | 2 721        | 59,22        | 3 342       | 74,15       |
|                          | Guy Sauvage              | LR                       | LR                       | 2 721        | 59,22        | 3 342       | 74,15       |
|                          | Laura Demange            | RN                       | RN                       | 1 014        | 22,07        | 1 165       | 25,85       |
|                          | Bruno Macagnino          | RN                       | RN                       | 1 014        | 22,07        | 1 165       | 25,85       |
|                          | Julie Bazin              | PCF                      | COM                      | 860          | 18,72        |             |             |
|                          | Pascal Lopez             | PCF                      | COM                      | 860          | 18,72        |             |             |
|                          |                          |                          |                          |              |              |             |             |
| Suffrages exprimés       | Suffrages exprimés       | Suffrages exprimés       | Suffrages exprimés       | 4 595        | 94,45        | 4 507       | 90,36       |
| Votes blancs             | Votes blancs             | Votes blancs             | Votes blancs             | 173          | 3,56         | 316         | 6,34        |
| Votes nuls               | Votes nuls               | Votes nuls               | Votes nuls               | 97           | 1,99         | 165         | 3,31        |
| Total                    | Total                    | Total                    | Total                    | 4 865        | 100          | 4 988       | 100         |
| Abstention               | Abstention               | Abstention               | Abstention               | 7 843        | 61,72        | 7 719       | 60,75       |
| Inscrits / participation | Inscrits / participation | Inscrits / participation | Inscrits / participation | 12 708       | 38,28        | 12 707      | 39,25       |

### Canton de Neufchâteau
| Candidats                | Candidats                | Partis                   | Nuance                   | Premier tour | Premier tour | Second tour | Second tour |
| Candidats                | Candidats                | Partis                   | Nuance                   | Voix         | %            | Voix        | %           |
| ------------------------ | ------------------------ | ------------------------ | ------------------------ | ------------ | ------------ | ----------- | ----------- |
|                          | Dominique Humbert        | DVD                      | UD                       | 2 434        | 48,78        | 2 986       | 62,36       |
|                          | Simon Leclerc            | LR                       | UD                       | 2 434        | 48,78        | 2 986       | 62,36       |
|                          | Jean Simonin             | LR                       | UCD                      | 1 302        | 26,09        | 1 802       | 37,64       |
|                          | Jenny Willemin           | UDI                      | UCD                      | 1 302        | 26,09        | 1 802       | 37,64       |
|                          | Emmanuel Burger          | RN                       | RN                       | 762          | 15,27        |             |             |
|                          | Géraldine Hans           | RN                       | RN                       | 762          | 15,27        |             |             |
|                          | Stéphane Busolini        | PCF                      | COM                      | 492          | 9,86         |             |             |
|                          | Audrey Voyen             | PCF                      | COM                      | 492          | 9,86         |             |             |
|                          |                          |                          |                          |              |              |             |             |
| Suffrages exprimés       | Suffrages exprimés       | Suffrages exprimés       | Suffrages exprimés       | 4 990        | 95,80        | 4 788       | 92,50       |
| Votes blancs             | Votes blancs             | Votes blancs             | Votes blancs             | 129          | 2,48         | 233         | 4,50        |
| Votes nuls               | Votes nuls               | Votes nuls               | Votes nuls               | 90           | 1,73         | 155         | 2,99        |
| Total                    | Total                    | Total                    | Total                    | 5 209        | 100          | 5 176       | 100         |
| Abstention               | Abstention               | Abstention               | Abstention               | 8 075        | 60,79        | 8 111       | 61,04       |
| Inscrits / participation | Inscrits / participation | Inscrits / participation | Inscrits / participation | 13 284       | 39,21        | 13 287      | 38,96       |

### Canton de Raon-l'Étape
| Candidats                | Candidats                | Partis                   | Nuance                   | Premier tour | Premier tour | Second tour | Second tour |
| Candidats                | Candidats                | Partis                   | Nuance                   | Voix         | %            | Voix        | %           |
| ------------------------ | ------------------------ | ------------------------ | ------------------------ | ------------ | ------------ | ----------- | ----------- |
|                          | Benoît Pierrat           | DVC                      | DVC                      | 2 598        | 50,60        | 3 524       | 67,07       |
|                          | Roseline Pierrel         | DVC                      | DVC                      | 2 598        | 50,60        | 3 524       | 67,07       |
|                          | Cindy Antoine            | RN                       | RN                       | 1 576        | 30,70        | 1 730       | 32,93       |
|                          | Geoffrey Mourey          | RN                       | RN                       | 1 576        | 30,70        | 1 730       | 32,93       |
|                          | Sandra Blaise            | PCF                      | COM                      | 960          | 18,70        |             |             |
|                          | Jean-Jacques Richard     | PCF                      | COM                      | 960          | 18,70        |             |             |
|                          |                          |                          |                          |              |              |             |             |
| Suffrages exprimés       | Suffrages exprimés       | Suffrages exprimés       | Suffrages exprimés       | 5 134        | 92,91        | 5 254       | 91,52       |
| Votes blancs             | Votes blancs             | Votes blancs             | Votes blancs             | 271          | 4,90         | 305         | 5,31        |
| Votes nuls               | Votes nuls               | Votes nuls               | Votes nuls               | 121          | 2,19         | 182         | 3,17        |
| Total                    | Total                    | Total                    | Total                    | 5 526        | 100          | 5 741       | 100         |
| Abstention               | Abstention               | Abstention               | Abstention               | 12 773       | 69,80        | 12 561      | 68,63       |
| Inscrits / participation | Inscrits / participation | Inscrits / participation | Inscrits / participation | 18 299       | 30,20        | 18 302      | 31,37       |

### Canton de Remiremont
| Candidats                | Candidats                | Partis                   | Nuance                   | Premier tour | Premier tour | Second tour | Second tour |
| Candidats                | Candidats                | Partis                   | Nuance                   | Voix         | %            | Voix        | %           |
| ------------------------ | ------------------------ | ------------------------ | ------------------------ | ------------ | ------------ | ----------- | ----------- |
|                          | Valérie Jankowski        | LR                       | LR                       | 3 399        | 62,98        | 4 344       | 78,24       |
|                          | François Vannson         | LR                       | LR                       | 3 399        | 62,98        | 4 344       | 78,24       |
|                          | Benjamin Fresse          | RN                       | RN                       | 1 097        | 20,33        | 1 208       | 21,76       |
|                          | Thérèse Patris           | RN                       | RN                       | 1 097        | 20,33        | 1 208       | 21,76       |
|                          | Dominique Cholez         | LFI                      | FI                       | 901          | 16,69        |             |             |
|                          | Marie Mougenel-Devaux    | LFI                      | FI                       | 901          | 16,69        |             |             |
|                          |                          |                          |                          |              |              |             |             |
| Suffrages exprimés       | Suffrages exprimés       | Suffrages exprimés       | Suffrages exprimés       | 5 397        | 95,45        | 5 552       | 93,37       |
| Votes blancs             | Votes blancs             | Votes blancs             | Votes blancs             | 164          | 2,90         | 248         | 4,17        |
| Votes nuls               | Votes nuls               | Votes nuls               | Votes nuls               | 93           | 1,64         | 146         | 2,46        |
| Total                    | Total                    | Total                    | Total                    | 5 654        | 100          | 5 946       | 100         |
| Abstention               | Abstention               | Abstention               | Abstention               | 12 713       | 69,22        | 12 427      | 67,64       |
| Inscrits / participation | Inscrits / participation | Inscrits / participation | Inscrits / participation | 18 367       | 30,78        | 18 373      | 32,36       |

### Canton de Saint-Dié-des-Vosges-1
| Candidats                | Candidats                | Partis                   | Nuance                   | Premier tour | Premier tour | Second tour | Second tour |
| Candidats                | Candidats                | Partis                   | Nuance                   | Voix         | %            | Voix        | %           |
| ------------------------ | ------------------------ | ------------------------ | ------------------------ | ------------ | ------------ | ----------- | ----------- |
|                          | Claude Bourdon           | DVD                      | DVD                      | 2 853        | 59,12        | 3 557       | 72,39       |
|                          | William Mathis           | DVD                      | DVD                      | 2 853        | 59,12        | 3 557       | 72,39       |
|                          | Jocelyne Delon           | RN                       | RN                       | 1 248        | 25,86        | 1 357       | 27,61       |
|                          | Alain Dumet              | RN                       | RN                       | 1 248        | 25,86        | 1 357       | 27,61       |
|                          | France Ballet            | LFI                      | FI                       | 725          | 15,02        |             |             |
|                          | Steven Martin            | LFI                      | FI                       | 725          | 15,02        |             |             |
|                          |                          |                          |                          |              |              |             |             |
| Suffrages exprimés       | Suffrages exprimés       | Suffrages exprimés       | Suffrages exprimés       | 4 826        | 94,74        | 4 914       | 92,37       |
| Votes blancs             | Votes blancs             | Votes blancs             | Votes blancs             | 162          | 3,18         | 244         | 4,59        |
| Votes nuls               | Votes nuls               | Votes nuls               | Votes nuls               | 106          | 2,08         | 162         | 3,05        |
| Total                    | Total                    | Total                    | Total                    | 5 064        | 100          | 5 320       | 100         |
| Abstention               | Abstention               | Abstention               | Abstention               | 12 045       | 70,28        | 11 824      | 68,97       |
| Inscrits / participation | Inscrits / participation | Inscrits / participation | Inscrits / participation | 17 139       | 29,72        | 17 144      | 31,03       |

### Canton de Saint-Dié-des-Vosges-2
| Candidats                | Candidats                | Partis                   | Nuance                   | Premier tour | Premier tour | Second tour | Second tour |
| Candidats                | Candidats                | Partis                   | Nuance                   | Voix         | %            | Voix        | %           |
| ------------------------ | ------------------------ | ------------------------ | ------------------------ | ------------ | ------------ | ----------- | ----------- |
|                          | Stéphane Demange         | DVD                      | DVD                      | 2 763        | 52,23        | 3 880       | 71,72       |
|                          | Caroline Privat-Mattioti | DVD                      | DVD                      | 2 763        | 52,23        | 3 880       | 71,72       |
|                          | Yohann Marin             | RN                       | RN                       | 1 399        | 26,45        | 1 530       | 28,28       |
|                          | Pascale Talamona         | RN                       | RN                       | 1 399        | 26,45        | 1 530       | 28,28       |
|                          | Pascale Brallet          | PCF                      | COM                      | 848          | 16,03        |             |             |
|                          | Jean-Marie Liron         | PCF                      | COM                      | 848          | 16,03        |             |             |
|                          | Marie-Laure Benoît       | ÉCO                      | ECO                      | 280          | 5,29         |             |             |
|                          | Lionel Chambrot          | ÉCO                      | ECO                      | 280          | 5,29         |             |             |
|                          |                          |                          |                          |              |              |             |             |
| Suffrages exprimés       | Suffrages exprimés       | Suffrages exprimés       | Suffrages exprimés       | 5 290        | 93,98        | 5 410       | 90,94       |
| Votes blancs             | Votes blancs             | Votes blancs             | Votes blancs             | 215          | 3,82         | 323         | 5,43        |
| Votes nuls               | Votes nuls               | Votes nuls               | Votes nuls               | 124          | 2,20         | 216         | 3,63        |
| Total                    | Total                    | Total                    | Total                    | 5 629        | 100          | 5 949       | 100         |
| Abstention               | Abstention               | Abstention               | Abstention               | 12 258       | 68,53        | 11 939      | 66,74       |
| Inscrits / participation | Inscrits / participation | Inscrits / participation | Inscrits / participation | 17 887       | 31,47        | 17 888      | 33,26       |

### Canton du Thillot
| Candidats                | Candidats                | Partis                   | Nuance                   | Premier tour | Premier tour | Second tour | Second tour |
| Candidats                | Candidats                | Partis                   | Nuance                   | Voix         | %            | Voix        | %           |
| ------------------------ | ------------------------ | ------------------------ | ------------------------ | ------------ | ------------ | ----------- | ----------- |
|                          | Catherine Louis          | DVD                      | DVD                      | 2 904        | 75,57        | 3 104       | 77,45       |
|                          | Dominique Peduzzi        | DVD                      | DVD                      | 2 904        | 75,57        | 3 104       | 77,45       |
|                          | Laurent Moons            | RN                       | RN                       | 939          | 24,43        | 904         | 22,55       |
|                          | Marie-Christine Panot    | RN                       | RN                       | 939          | 24,43        | 904         | 22,55       |
|                          |                          |                          |                          |              |              |             |             |
| Suffrages exprimés       | Suffrages exprimés       | Suffrages exprimés       | Suffrages exprimés       | 3 843        | 92,36        | 4 008       | 92,86       |
| Votes blancs             | Votes blancs             | Votes blancs             | Votes blancs             | 217          | 5,22         | 197         | 4,56        |
| Votes nuls               | Votes nuls               | Votes nuls               | Votes nuls               | 101          | 2,43         | 111         | 2,57        |
| Total                    | Total                    | Total                    | Total                    | 4 161        | 100          | 4 316       | 100         |
| Abstention               | Abstention               | Abstention               | Abstention               | 9 348        | 69,20        | 9 194       | 68,05       |
| Inscrits / participation | Inscrits / participation | Inscrits / participation | Inscrits / participation | 12 509       | 30,80        | 13 510      | 31,95       |

### Canton du Val-d'Ajol
| Candidats                | Candidats                | Partis                   | Nuance                   | Premier tour | Premier tour | Second tour | Second tour |
| Candidats                | Candidats                | Partis                   | Nuance                   | Voix         | %            | Voix        | %           |
| ------------------------ | ------------------------ | ------------------------ | ------------------------ | ------------ | ------------ | ----------- | ----------- |
|                          | Véronique Marcot         | DVD                      | DVD                      | 3 514        | 64,51        | 3 870       | 72,83       |
|                          | Thomas Vincent           | DVD                      | DVD                      | 3 514        | 64,51        | 3 870       | 72,83       |
|                          | Delphine Claudic         | RN                       | RN                       | 1 441        | 26,45        | 1 444       | 27,17       |
|                          | Sébastien Humbert        | RN                       | RN                       | 1 441        | 26,45        | 1 444       | 27,17       |
|                          | Anne Frieh               | PPLD                     | DIV                      | 492          | 26,45        |             |             |
|                          | Félix Zirgel             | PPLD                     | DIV                      | 492          | 26,45        |             |             |
|                          |                          |                          |                          |              |              |             |             |
| Suffrages exprimés       | Suffrages exprimés       | Suffrages exprimés       | Suffrages exprimés       | 5 447        | 92,49        | 5 314       | 92,61       |
| Votes blancs             | Votes blancs             | Votes blancs             | Votes blancs             | 224          | 3,84         | 251         | 4,37        |
| Votes nuls               | Votes nuls               | Votes nuls               | Votes nuls               | 155          | 2,66         | 173         | 3,01        |
| Total                    | Total                    | Total                    | Total                    | 5 826        | 100          | 5 738       | 100         |
| Abstention               | Abstention               | Abstention               | Abstention               | 10 282       | 63,83        | 10 371      | 64,38       |
| Inscrits / participation | Inscrits / participation | Inscrits / participation | Inscrits / participation | 16 108       | 36,17        | 16 109      | 35,62       |

### Canton de Vittel
| Candidats                | Candidats                  | Partis                   | Nuance                   | Premier tour | Premier tour | Second tour | Second tour |
| Candidats                | Candidats                  | Partis                   | Nuance                   | Voix         | %            | Voix        | %           |
| ------------------------ | -------------------------- | ------------------------ | ------------------------ | ------------ | ------------ | ----------- | ----------- |
|                          | Sandrine Patard            | DVD                      | DVD                      | 2 382        | 45,48        | 3 033       | 55,18       |
|                          | Franck Perry               | LR                       | DVD                      | 2 382        | 45,48        | 3 033       | 55,18       |
|                          | Christian Franqueville     | PS                       | DVG                      | 1 961        | 37,44        | 2 464       | 44,82       |
|                          | Frédérique Viannez-Claudel | DVG                      | DVG                      | 1 961        | 37,44        | 2 464       | 44,82       |
|                          | Ghislain Lamy              | RN                       | RN                       | 895          | 17,09        |             |             |
|                          | Céline Wechter             | RN                       | RN                       | 895          | 17,09        |             |             |
|                          |                            |                          |                          |              |              |             |             |
| Suffrages exprimés       | Suffrages exprimés         | Suffrages exprimés       | Suffrages exprimés       | 5 238        | 94,48        | 5 497       | 92,87       |
| Votes blancs             | Votes blancs               | Votes blancs             | Votes blancs             | 150          | 2,71         | 224         | 3,78        |
| Votes nuls               | Votes nuls                 | Votes nuls               | Votes nuls               | 156          | 2,81         | 198         | 3,35        |
| Total                    | Total                      | Total                    | Total                    | 5 544        | 100          | 5 919       | 100         |
| Abstention               | Abstention                 | Abstention               | Abstention               | 8 490        | 60,50        | 8 115       | 57,82       |
| Inscrits / participation | Inscrits / participation   | Inscrits / participation | Inscrits / participation | 14 034       | 39,50        | 14 034      | 42,18       |